# بيتي ستانهوب-كول
بيتي ستانهوب-كول (بالإنجليزية: Betty Stanhope-Cole)‏‏ (21 سبتمبر 1937 في كالغاري - 27 يناير 2017 ) لاعبة غولف من كندا.